# Косуги, Сё
Сё Косуги, полностью (Сёити Косуги (яп. 小杉 正一 Косуги Сё:ити), род. 17 июля 1948, Токио, Япония) — японский актёр и мастер боевых искусств, получивший популярность как актёр в 1980-х годах, обычно в роли ниндзя. Он также отец Кейна Косуги и Шейна Косуги. Бывший чемпион Японии по каратэ.

## Карьера
В возрасте 19 лет Сё отправился из Японии в Лос-Анджелес, где получил диплом бакалавра экономики в Калифорнийском университете Лос-Анджелеса. В то же время он занимался боевыми искусствами, причем разных стилей, в том числе китайским синъицюань, японскими сито-рю и сётокан каратэ.

## Фильмография
| Год  |   | Русское название                | Оригинальное название                | Роль               |
| ---- | - | ------------------------------- | ------------------------------------ | ------------------ |
| 1974 | ф | Крёстный отец 2                 | The Godfather Part II                | прохожий в пальто  |
| 1976 | ф | Брюс Ли возвращается из могилы  | Bruce Lee Fights Back From The Grave | эпизодическая роль |
| 1978 | ф | Несносные медведи едут в Японию | The Bad News Bears Go to Japan       | учитель по ката    |
| 1981 | ф | Входит ниндзя                   | Enter the Ninja                      | Хасегава           |
| 1983 | ф | Месть ниндзя                    | Revenge of the Ninja                 | Тё Осаки           |
| 1984 | ф | Ниндзя 3: Дух ниндзя            | Ninja III: The Domination            | Ямада              |
| 1985 | ф | Девять смертей ниндзя           | Nine Deaths of the Ninja             | Спайк Шиноби       |
| 1985 | ф | Моли о смерти                   | Pray for Death                       | Акира Сайто        |
| 1987 | ф | Ярость чести                    | Rage of Honor                        | Сиро Танака        |
| 1988 | ф | Здравствуй, лето                | Aloha Summer                         | эпизодическая роль |
| 1988 | ф | Чёрный орёл                     | Black Eagle                          | Кен Тани           |
| 1989 | ф | Слепая ярость                   | Blind Fury                           | мастер ниндзя      |
| 1991 | ф | Сёгун Маэда                     | Journey of Honor                     | Даигоро Маэда      |
| 1993 | ф | Тёмное общество Востока         | 極東黒社会                           | Ларри Мацуда       |
| 1994 | ф | Король драки                    | ザ・格闘王                           | Кэн Осиро          |
| 1994 | ф | Король драки 2                  | ザ・格闘王２                         | Кэн Осиро          |
| 2009 | ф | Ниндзя-убийца                   | Ninja Assassin                       | Одзуну             |